# Koření (pořad)
Koření je publicistický pořad vysílaný na TV Nova. Podobně jako Prima SVĚT a Objektiv konkurenčních televizí se Koření specializuje na nejrůznější zajímavosti ze všech kontinentů světa. V Koření se také nachází mnoho rad a tipů např. pro kuchyni. Mottem pořadu je heslo „všechny vůně světa“. Koření je vysíláno každou sobotu okolo poledne, ve všední dny je reprízováno dopoledne a večer na Nova Gold.

## Redakce pořadu
Podíl příspěvků z vlastní produkce TV Nova se po reorganizaci cca v roce 2010 podstatně snížil ve prospěch reportáží přebíraných z jiných televizí: V roce 2016 jsou příspěvky přebírány z agentur APTN a ENEX. Po redukci produkčních nákladů v TV Nova už redakční tým pořadu tvoří jen dvojice stálých reportérů. Producentem pořadu je vedoucí zahraniční redakce zpravodajství TV Nova Vladimír Kouba.
Změnou prošel i sám pořad: V roce 2016 už je ve znělce například americká značka pro železniční přejezd, R-R, tedy oproti původní znělce další známka přebírání z cizích zdrojů.